# Metepeira revillagigedo
Metepeira revillagigedo là một loài nhện trong họ Araneidae.
Loài này thuộc chi Metepeira. Metepeira revillagigedo được miêu tả năm 2001 bởi Piel.